# PWS-5
PWS-5 (PWS-7) – polski samolot towarzyszący. Opracowany i zbudowany w 1928 roku w Podlaskiej Wytwórni Samolotów w Białej Podlaskiej. 

## Historia

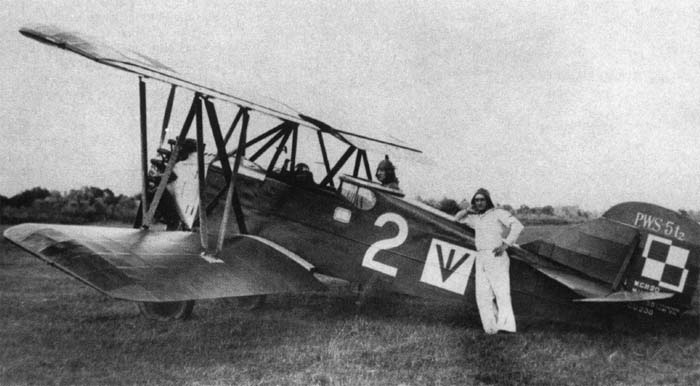
PWS-5t2

Na przełomie 1927 i 1928 roku inżynierowie Aleksander Grzędzielski i August Bobek-Zdaniewski z Podlaskiej Wytwórni Samolotów rozpoczęli projektowanie samolotu PWS-5 (początkowo oznaczono go jako PWS-7). Był to dwumiejscowy samolot w układzie dwupłata o konstrukcji drewnianej. Po zatwierdzeniu projektu w 1928 roku przystąpiono do budowy trzech prototypów, zbudowano tylko dwa.
Pierwszy prototyp został oblatany w dniu 28 grudnia 1928 roku na lotnisku fabrycznym przez pilota Franciszka Rutkowskiego. Prototyp w czasie prób samolot wykazywał dobre właściwości pilotażowe. W lutym 1929 roku oblatano drugi prototyp, w którym wprowadzono kilka zmian w stosunku do pierwszego, zmiany to polegały głównie na zmianie środka ciężkości, pozostawieniu lotek tylko na górnym płacie. Drugi prototyp oznaczono jako PWS-5a. Próby statyczne tego prototypu wykazały słabą wytrzymałość jego konstrukcji. Po jej wzmocnieniu i poddaniu go próbom w Instytucie Badań Technicznych Lotnictwa w Warszawie latem w 1929 roku, stwierdzono zmniejszenie się osiągów z powodu zwiększania masy własnej. Mimo podejmowanych w wytwórni dalszych prób jego poprawy, ostatecznie zakończonych w listopadzie 1929 roku, nie uzyskano radykalnej poprawy osiągów prototypu.
Pomimo tego Departament Aeronautyki Ministerstwa Spraw Wojskowych (dowództwo polskiego lotnictwa wojskowego) zamówił niewielką serię 5 samolotów tego typu. Samoloty te oznaczono jako PWS-5t2 (litera „t” była skrótem od wyrazu towarzyszący, cyfra „2” oznaczała liczbę załogi). Samoloty te miały możliwość składania skrzydeł i mieściły się w bramce o szerokości 2 m i wysokości 2,7 m.
W sumie do końca 1929 roku zbudowano wszystkie 5 egzemplarzy seryjnych, a łączna produkcja tych samolotów wyniosła 7.

## Użycie w lotnictwie polskim
W 1930 roku samoloty PWS-5t2 zostały przekazane po jednym egzemplarzu do różnych jednostek, m.in. do 63 eskadry obserwacyjnej we Lwowie i Rzecznej Eskadry w Pińsku. W jednostkach liniowych były eksploatowane krótko, ponieważ ich własności lotne były nie najlepsze. Samoloty wycofano i skierowano do szkół lotniczych, gdzie służyły jeszcze przez kilka lat do holowania rękawów i szkolenia strzelców pokładowych.

## Opis techniczny
Samolot PWS-5 był dwumiejscowym samolotem towarzyszącym, dwupłatem o konstrukcji drewnianej. Podwozie klasyczne – stałe. Napęd – jeden silnik gwiazdowy, śmigło dwułopatowe początkowo drewniane. 